# Die Globalisierungsfalle
Die Globalisierungsfalle. Der Angriff auf Demokratie und Wohlstand ist ein Sachbuch von Harald Schumann und Hans-Peter Martin, das 1996 veröffentlicht wurde. Zu diesem Zeitpunkt waren beide Autoren Redakteure des Nachrichtenmagazins Der Spiegel.

## Inhalt
Das Buch beschäftigt sich vor allem mit den Auswirkungen der Globalisierung. Es beschreibt eine wachsende soziale Spaltung als Folge einer „Entgrenzung“ der Ökonomie und eines Verlusts der staatlichen politischen Kontrolle über die zunehmend von Weltkonzernen gesteuerte Wirtschaftsentwicklung. Die Autoren warnen vor einer so genannten  „20-zu-80-Gesellschaft“.
Sie schildern, wie auf einer Konferenz auf Einladung Michail Gorbatschows des von ihm so bezeichneten Globalen Brain Trusts aus 500 führenden Politikern, Wirtschaftsführern und Wissenschaftlern aus allen Kontinenten vom 27. September bis 1. Oktober 1995 im Fairmont-Hotel in San Francisco der Begriff Einfünftelgesellschaft aufkam. Auf dieser Konferenz durfte Hans-Peter Martin als einer von drei Journalisten an allen Arbeitskreisen teilnehmen.
Im Buch wird ein durch Produktivitätssteigerung verursachter erheblicher Rückgang der Arbeitsmenge beschrieben, die von einem Fünftel des weltweiten Arbeitskräftepotenzials erledigt werden könne, wobei vier Fünftel der arbeitsfähigen Menschen ohne produktive Arbeit verblieben.
Die Teilnehmer der Konferenz konstruieren für die Ära nach dem Fall des Kommunismus eine globale Zukunftsvision jenseits der Moderne: „Reiche Länder ohne nennenswerten Mittelstand“ müssen sich  der künftigen 80 % der „Globalisierungsverlierer“ mit Hilfe von Tittytainment annehmen – ein von Zbigniew Brzeziński auf dem Treffen geprägter Begriff aus tits und entertainment, d. h. aus Ernährung und betäubender, sexualisierter Unterhaltung, einer modernen Variante von „Brot und Spiele“.
Die Autoren prognostizieren eine enorme Anzahl an Erwerbslosen, die vielleicht noch in schlecht bezahlten Gemeinschaftsarbeiten Unterschlupf finden könnten. Sie beschreiben, neben den beobachtbaren Folgen freier Devisen- und Handelsmärkte, wie in vielen Bereichen global bereits eine 80:20-Verteilung besteht, und erläutern die daraus entstandenen und künftig denkbaren ökonomischen, sozialen und politischen Konsequenzen.
Das Buch wurde mit über 800.000 verkauften Exemplaren zu einem weltweiten Bestseller und mittlerweile in 27 Sprachen übersetzt.

## Auflagen
- Die Globalisierungsfalle. 10. Auflage. Rowohlt Verlag, November 1998, ISBN 3-499-60450-7 (broschiert, online).